# Cleia Guilhon
Cleia Guilhon (Brasília, 22 de janeiro de 1989) é uma esgrimista brasileira. 
Começou a praticar o esporte depois de, aos 14 anos, ser levada por uma amiga para um teste num programa de descoberta de talentos esportivos entre crianças entre 10 e 15 anos. Convidada pelo técnico Evandro Oliveira, começou a treinar e rapidamente se tornou uma das melhores do país na modalidade espada.
Defendendo o Colégio Militar de Brasília, foi bicampeã brasileira individual e por equipes em 2009 e 2010. Ainda em 2010, foi vice-campeã individual e campeã por equipes no Sul-Americano Juvenil, além de terminar na 12ª colocação no Mundial Juvenil da Irlanda. 
No ano seguinte, esteve entre os 47 atletas do mundo inteiro que receberam o apoio do Solidariedade Olímpica Internacional (SOI), programa criado pelo COI para promover o desenvolvimento dos esportes olímpicos. Os resultados vieram quando Cleia conquistou a medalha de bronze no Pan-Americano da modalidade, em 2013 e, mais tarde, quando superou uma série de lesões para liderar a equipe brasileira de espada feminina, medalha de ouro nos Jogos Sul-Americanos de 2014, no Chile.